# Macrostylis obscurus
Macrostylis obscurus là một loài chân đều trong họ Macrostylidae. Loài này được Brandt miêu tả khoa học năm 1992.